# Тёупал, Радек
Радек Тёупал (чеш. Radek Ťoupal; род. 16 августа 1966, Писек, Южно-Чешская область) — чехословацкий и чешский хоккейный центральный нападающий и тренер. Бронзовый призёр Олимпийских игр 1992 года и чемпионата мира 1993 года.

## Биография
Радек Тёупал начал свою карьеру в клубе «Ческе-Будеёвице». С 1982 года играл в чемпионате Чехословакии за основную команду. В 1990 году на один год перешёл в армейскую команду «Дукла Тренчин». В 1990 году уехал в Финляндию, где играл два сезона за команду ХПК. В 1993 году вернулся в «Ческе-Будеёвице», где провёл следующие 7 сезонов. Его последним клубом был австрийский «Капфенберг».
Помимо клубов с 1989 по 1994 год играл за сборные Чехословакии и Чехии. Самым главным успехом в карьере стала бронзовая медаль Олимпийских игр 1992 года в Альбервилле.
После окончания карьеры в 2001 году остался в хоккее. Играет за ветеранскую сборную Чехии. В сезоне 2009/10 был главным тренером юниорской сборной Чехии (до 16 лет).

## Достижения
- Бронзовый призёр Олимпийских игр 1992 в составе сборной Чехословакии
- Бронзовый призёр чемпионата мира 1993 в составе сборной Чехии
- Серебряный призёр чемпионата Европы среди юниоров 1984 и чемпионата Финляндии 1993
- Бронзовый призёр чемпионата Чехии 1995
- Лучший бомбардир чемпионата Чехословакии 1991 (82 очка)
- Лучший ассистент чемпионата Чехословакии 1991 (60 передач) и чемпионата Чехии 1998 (41 передача)

## Статистика
- Чемпионат Чехии (Чехословакии) — 601 игра, 605 очков (227+378)
- Сборная Чехословакии — 52 игры, 7 шайб
- Сборная Чехии — 24 игры, 5 шайб
- Чемпионат Финляндии — 104 игры, 108 очков (37+71)
- Чемпионат Австрии — 42 игры, 49 очков (24+25)
- Чемпионат Германии — 20 игр, 20 очков (6+14)
- Всего за карьеру — 843 игры, 306 шайб